# Чемпионат России по волейболу среди женщин 2009/2010
19-й чемпионат России по волейболу среди женских команд суперлиги проходил с 17 октября 2009 по 11 мая 2010 года. Чемпионский титул во второй раз в своей истории выиграла команда «Заречье-Одинцово» (Московская область).

## Регламент турнира
В суперлиге принимали участие 12 команд. Соревнования проводились в два этапа — предварительный и финальный (плей-офф и плей-аут). Сначала состоялись игры предварительного этапа в 2 круга по разъездному календарю, в результате которых определились 8 команд, которые разыграли 1-8 места по системе плей-офф, и 4 команды, разыгравшие 9-12 места.
Четвертьфиналы проводились до двух побед одной из команд (система 1-1-1). Победители серий вышли в полуфинал за 1-4 места, проигравшие были распределена на местах с 5-го по 8-е по результатам предварительного этапа.
Игры полуфинала проводились до трёх побед одной из команд (система 2-2-1). В финалах встретились: за 1-2 места — победители полуфиналов за 1-4 места, за 3-4 места — проигравшие в полуфиналах за 1-4 места.
Оба финала проводились сериями до трёх побед одной из команд (система 2-2-1).
Команды, занявшие на предварительном этапе 9-12 места, играли турами в два круга. Учитывались все результаты предварительного этапа. Две команды, занявшие в этом турнире 11 и 12 места, выбыли в высшую лигу «А».
За победу команды получали 2 очка, за поражение — 1, за неявку — 0. При равенстве очков у двух и более команд расстановка определялась по соотношению выигранных и проигранных партий во всех матчах. В заявку на матч разрешалось заявлять 13 волейболисток, в том числе двух либеро, как минимум одна из которых должна россиянкой и не старше 1985 года рождения. Количество иностранных игроков в команде должно быть не более двух.

## Суперлига

### Предварительный этап
17 октября 2009 — 29 марта 2010
| М  | Команда                            | 1       | 2       | 3       | 4       | 5       | 6       | 7       | 8       | 9       | 10      | 11      | 12      | И  | В  | П  | С/П   | О  |
| -- | ---------------------------------- | ------- | ------- | ------- | ------- | ------- | ------- | ------- | ------- | ------- | ------- | ------- | ------- | -- | -- | -- | ----- | -- |
| 1  | «Динамо» Москва                    |         | 1:3 3:1 | 3:0     | 3:0     | 3:1     | 3:0     | 3:1 3:2 | 3:0     | 3:0 3:1 | 3:0 3:1 | 3:0 3:1 | 3:1     | 22 | 21 | 1  | 64:14 | 43 |
| 2  | «Заречье-Одинцово» Московская обл. | 3:1 1:3 |         | 2:3 3:0 | 3:2 3:0 | 3:0 3:1 | 0:3 3:1 | 3:2     | 3:0 2:3 | 3:1 1:3 | 3:1 3:0 | 3:0     | 3:2 3:0 | 22 | 17 | 5  | 57:28 | 39 |
| 3  | «Омичка» Омск                      | 0:3     | 3:2 0:3 |         | 3:0 2:3 | 1:3 3:0 | 3:2 3:1 | 3:1 1:3 | 3:2 3:0 | 3:1 0:3 | 3:1 3:0 | 3:2 3:0 | 3:0     | 22 | 15 | 7  | 49:33 | 37 |
| 4  | «Автодор-Метар» Челябинск          | 0:3     | 2:3 0:3 | 0:3 3:2 |         | 0:3     | 3:2 0:3 | 3:2 2:3 | 3:2 3:0 | 3:0 3:1 | 3:0 3:1 | 3:2 3:0 | 3:0 3:1 | 22 | 13 | 9  | 43:40 | 35 |
| 5  | «Уралочка»-НТМК Свердловская обл.  | 1:3     | 0:3 1:3 | 3:1 0:3 | 3:0     |         | 1:3     | 3:1 1:3 | 1:3 3:1 | 3:1 2:3 | 3:0     | 3:1 3:0 | 3:0     | 22 | 12 | 10 | 45:35 | 34 |
| 6  | «Динамо» Краснодар                 | 0:3     | 3:0 1:3 | 2:3 1:3 | 2:3 3:0 | 3:1     |         | 2:3 3:1 | 3:0 1:3 | 0:3 3:0 | 2:3 3:1 | 3:2 3:0 | 3:2 3:0 | 22 | 12 | 10 | 47:38 | 34 |
| 7  | «Динамо-Казань» Казань             | 1:3 2:3 | 2:3     | 1:3 3:1 | 2:3 3:2 | 1:3 3:1 | 3:2 1:3 |         | 3:0 1:3 | 3:0 3:1 | 3:1 1:3 | 0:3 3:0 | 3:2     | 22 | 11 | 11 | 47:45 | 33 |
| 8  | «Динамо-Янтарь» Москва             | 0:3     | 0:3 3:2 | 2:3 0:3 | 2:3 0:3 | 3:1 1:3 | 0:3 3:1 | 0:3 3:1 |         | 3:1     | 1:3     | 3:2 3:1 | 3:1     | 22 | 10 | 12 | 37:48 | 32 |
| 9  | «Самородок» Хабаровск              | 0:3 1:3 | 1:3 3:1 | 1:3 3:0 | 0:3 1:3 | 1:3 3:2 | 3:0 0:3 | 0:3 1:3 | 1:3     |         | 1:3 3:2 | 2:3 3:0 | 3:2 3:0 | 22 | 8  | 14 | 35:49 | 30 |
| 10 | «Ленинградка» Санкт-Петербург      | 0:3 1:3 | 1:3 0:3 | 1:3 0:3 | 0:3 1:3 | 0:3     | 3:2 1:3 | 1:3 3:1 | 3:1     | 3:1 2:3 |         | 1:3 2:3 | 3:2 0:3 | 22 | 6  | 16 | 29:56 | 28 |
| 11 | «Университет-Технолог» Белгород    | 0:3 1:3 | 0:3     | 2:3 0:3 | 2:3 0:3 | 1:3 0:3 | 2:3 0:3 | 3:0 0:3 | 2:3 1:3 | 3:2 0:3 | 3:1 3:2 |         | 3:1 0:3 | 22 | 5  | 17 | 26:57 | 27 |
| 12 | «Индезит» Липецк                   | 1:3     | 2:3 0:3 | 0:3     | 0:3 1:3 | 0:3     | 2:3 0:3 | 2:3     | 1:3     | 2:3 0:3 | 2:3 3:0 | 1:3 3:0 |         | 22 | 2  | 20 | 24:60 | 24 |

### Плей-офф

#### Четвертьфинал
Серия до двух побед.
Динамо (Москва) — Динамо-Янтарь 2-0
4 апреля. Москва. 3:0 (25:16, 25:23, 25:13)
8 апреля. Москва. 3:0 (25:18, 25:19, 25:13)
Заречье-Одинцово — Динамо (Казань) 2-1
4 апреля. Одинцово. 3:2 (20:25, 25:15, 25:20, 24:26, 15:13)
8 апреля. Казань. 2:3 (25:23, 25:13, 21:25, 22:25, 13:15)
11 апреля. Одинцово. 3:1 (30:28, 25:23, 24:26, 25:21)
Автодор-Метар — Уралочка-НТМК 0-2
4 апреля. Челябинск. 0:3 (19:25, 15:25, 20:25)
8 апреля. Нижний Тагил. 1:3 (20:25, 28:26, 20:25, 23:25)
Омичка — Динамо (Краснодар) 1-2
4 апреля. Омск. 3:0 (25:17, 25:23, 25:18)
8 апреля. Краснодар. 2:3 (25:22, 22:25, 20:25, 26:24, 11:15)
11 апреля. Омск. 2:3 (21:25, 25:22, 29:27, 20:25, 11:15)

#### Полуфинал
Серия до трёх побед.
Динамо — Уралочка-НТМК 3-0
16 апреля. Москва. 3:0 (25:14, 25:15, 25:15)
17 апреля. Москва. 3:0 (25:10, 25:14, 25:17)
22 апреля. Нижний Тагил. 3:0 (25:20, 25:23, 25:22)
Заречье-Одинцово — Динамо (Краснодар) 3-0
17 апреля. Одинцово. 3:0 (25:23, 25:21, 25:23)
18 апреля. Одинцово. 3:1 (14:25, 25:23, 25:16, 25:19)
22 апреля. Краснодар. 3:1 (25:23, 23:25, 25:20, 25:21)

#### Матчи за 3-е место
Серия до трёх побед.
Уралочка-НТМК — Динамо (Краснодар) 1-3
29 апреля. Екатеринбург. 3:0 (25:23, 25:18, 25:21)
30 апреля. Екатеринбург. 0:3 (12:25, 20:25, 17:25)
4 мая. Краснодар. 0:3 (16:25, 25:27, 17:25)
5 мая. Краснодар. 0:3 (14:25, 21:25, 23:25)

#### Финал
Серия до трёх побед.
Динамо — Заречье-Одинцово 2-3 
1 мая. Москва. 3:0 (25:16, 25:23, 25:13)
2 мая. Москва. 3:0 (25:18, 25:19, 25:13)
7 мая. Одинцово. 1:3 (25:18, 18:25, 17:25, 20:25)
8 мая. Одинцово. 0:3 (24:26, 23:25, 16:25)
11 мая. Москва. 2:3 (25:20, 21:25, 25:22, 22:25, 10:15)

### Плей-аут
Двухтуровой турнир с учётом всех результатов предварительного этапа. 1 тур — 9-11 апреля 2010 (Хабаровск), 2 тур — 23-25 апреля 2010 (Санкт-Петербург).
| М  | Команда                         | 9       | 10      | 11      | 12      | И  | В  | П  | С/П   | О  |
| -- | ------------------------------- | ------- | ------- | ------- | ------- | -- | -- | -- | ----- | -- |
| 9  | «Самородок» Хабаровск           |         | 0:3 1:3 | 3:1 3:0 | 3:1     | 28 | 12 | 16 | 48:58 | 40 |
| 10 | «Ленинградка» Санкт-Петербург   | 3:0 3:1 |         | 3:1     | 3:1 3:0 | 28 | 12 | 16 | 47:60 | 40 |
| 11 | «Университет-Технолог» Белгород | 1:3 0:3 | 1:3     |         | 1:3     | 28 | 5  | 23 | 31:75 | 33 |
| 12 | «Индезит» Липецк                | 1:3     | 1:3 0:3 | 3:1     |         | 28 | 4  | 24 | 33:74 | 32 |

Примечание. Первоначально плей-аут должен был состоять из четырёх туров, но решением ВФВ два заключительных тура в Белгороде и Липецке были отменены ввиду отсутствия турнирного значения.
По результатам турнира за 9-12 места суперлигу покидают «Университет-Технолог» и «Индезит».

### Итоги

#### Положение команд
| 1. «Заречье-Одинцово» (Московская область) | 7. «Динамо-Казань» (Казань)           |
| 2. «Динамо» (Москва)                       | 8. «Динамо-Янтарь» (Москва)           |
| 3. «Динамо» (Краснодар)                    | 9. «Самородок» (Хабаровск)            |
| 4. «Уралочка»-НТМК (Свердловская область)  | 10. «Ленинградка» (Санкт-Петербург)   |
| 5. «Омичка» (Омск)                         | 11. «Университет-Технолог» (Белгород) |
| 6. «Автодор-Метар» (Челябинск)             | 12. «Индезит» (Липецк)                |

### Команды и игроки
«Заречье-Одинцово» (Московская область)
Татьяна Кошелева, Мария Жадан, Ольга Фатеева, Светлана Крючкова, Паула Пекено, Валевска Морейра ди Оливейра, Екатерина Панкова, Анастасия Шмелёва, Елена Лисовская, Екатерина Богачёва, Анастасия Маркова, Дарья Столярова, Инна Раздобарина.
Главный тренер — Вадим Панков.
 «Динамо» (Москва)
Елена Година, Оксана Пархоменко, Симона Джоли, Наталья Гончарова, Мария Перепёлкина, Леся Махно, Елена Ежова, Виктория Кузякина, Анна Матиенко, Любовь Ягодина, Валерия Гончарова, Наталья Сафронова, Евгения Кожухова.
Главный тренер — Валерий Лосев.
 «Динамо» (Краснодар)
Наталья Маммадова, Анна Макарова, Юлия Меркулова, Светлана Левина, Наталья Вдовина, Анна Лебедева, Екатерина Кабешова, Алевтина Болотова, Ирина Искулова (Иванова), Анна Лубнина, Анастасия Барабанщикова, Виктория Круглая, Анастасия Мурзак, Екатерина Скрабатун.
Главные тренеры — Михаил Омельченко, с декабря 2009 Юрий Маричев.
- «Уралочка»-НТМК (Свердловская область)

Марина Шешенина, Евгения Эстес, Страшимира Филипова, Яна Матиасовска, Мария Белобородова, Александра Пасынкова, Виктория Русакова, Анастасия Салина, Светлана Чеснокова, Виктория Червова, Анна Климакова, Ольга Благодатских, Ксения Сизова, Валерия Сафонова, Юлия Савенкова.
Главный тренер — Николай Карполь.
- «Омичка» (Омск)

Марина Акулова, Людмила Малофеева, Кристин Ричардс, Анастасия Кодирова, Ксения Пешкина, Анна-Мириам Гансонре, Стэйси Сикора, Анна Плигунова, Анастасия Ткачёва, Дарья Векшина, Надежда Амелина, Анастасия Сиваченко, Татьяна Алвис дос Сантос, Ирина Клешкова, Наталья Непомнящих.
Главный тренер — Сергей Овчинников.
- «Автодор-Метар» (Челябинск)

Оксана Аксёнова, Надежда Налёткина (Богданова), Надежда Мишина, Евгения Старцева, Елена Сенникова, Мария Самойлова, Елена Коваленко, Юлия Седова, Наседкина Ольга, Алина Бершакова, Елена Шпак, Вера Серебряникова, Александра Самойлова.
Главный тренер — Анатолий Макогонов.
- «Динамо-Казань» (Казань)

Оксана Ковальчук, Вера Улякина, Регина Мороз, Ирина Стратанович, Оксана Кудрявцева, Джордан Ларсон, Ксения Наумова, Татьяна Фукс, Ольга Доронина, Надежда Сак, Елена Пономарёва, Наталья Воробьёва, Любовь Пронина, Наталья Алимова.
Главный тренер — Ришат Гилязутдинов.
- «Динамо-Янтарь» (Москва)

Наталья Назарова, Ирина Сухова, Ольга Житова, Виктория Кожина, Александра Перетятько, Ольга Сажина, Анна Киселёва, Александра Виноградова, Анна Ларина, Ольга Букреева, Нелли Алишева, Николь Фосетт, Елена Муртазаева.
Главный тренер — Сергей Алексеев.
- «Самородок» (Хабаровск)

Татьяна Горшкова, Алина Бутько, Наталья Набокова, Олеся Шавравская, Ирина Заряжко, Иляна Петкова, Наталья Кузнецова, Александра Ефремова, Елена Маслова, Ольга Хржановская, Ольга Рыжова, Инна Матвеева, Ольга Шукайло, Юлия Гильманова, Анна Тележук, Кэтлин Олсовски.
Главный тренер — Игорь Гайдабура.
- «Ленинградка» (Санкт-Петербург)

Юлия Андрушко, Светлана Акулова, Елена Созина, Елена Гендель, Елена Ткачёва, Эляна Мерлина, Юлия Ероньян, Мария Купчинская, Наталья Белоусова, Жанна Суркова, Надежда Короткая, Екатерина Удовиченко, Валерия Шатунова, Александра Поликарпова, Мария Руссман (Бундина).
Главный тренер — Александр Кашин.
- «Университет-Технолог» (Белгород)

Екатерина Кривец, Ирина Смирнова, Екатерина Стародубова, Екатерина Орлова, Татьяна Щукина, Александра Белозёрова, Диана Ненова, Наталья Куликова, Марианна Язепчик, Анна Спасоевич, Анастасия Комогорова, Ольга Хржановская, Елена Пономарёва, Любовь Ягодина, Наталья Рогачёва, Александра Соломатникова.
Главный тренер — Евгений Сивков.
- «Индезит» (Липецк)

Мария Брунцева, Юлия Кутюкова, Анастасия Комарова, Анна Сотникова, Татьяна Свирина, Анастасия Гуськова, Екатерина Калашникова, Ирина Малькова, Ирина Лебедева, Наталья Ходунова, Галина Фёдорова, Екатерина Кусиньш, Ольга Борисова, Жанна Дёмина.
Главный тренер — Андрей Смирнов.

### Самые результативные

#### Предварительный этап
Общая результативность — Наталья Маммадова («Динамо» Краснодар) — 528 очков
Атака — Наталья Маммадова («Динамо» Краснодар) — 437 очков
Блок — Екатерина Кривец («Университет-Технолог») — 74 очка
Подача — Вера Улякина («Динамо-Казань») — 41 очко

#### Плей-офф
Общая результативность — Наталья Маммадова («Динамо» Краснодар) — 203 очка
Атака — Наталья Маммадова («Динамо» Краснодар) — 171 очко
Блок — Валевска («Заречье-Одинцово») — 40 очков
Подача — Татьяна Кошелева («Заречье-Одинцово») — 16 очков

## Высшая лига «А»
Соревнования в высшей лиге «А» (втором по значению женском волейбольном дивизионе) состояли из двух этапов — предварительного и финального. На предварительном этапе соревнования проводились в двух зонах — «Европа» и «Сибирь — Дальний Восток». В первом финальном этапе (за 1-4 места) принимали участие по две лучшие команды из двух зон.

### Предварительный этап
В зоне «Европа» соревнования проводились с 3 октября 2009 по 28 марта 2010, в зоне «Сибирь — Дальний Восток» — с 10 октября 2009 по 21 марта 2010. В обеих зонах команды играли по разъездному календарю в два круга спаренными матчами.
| Зона «Европа» | Зона «Европа»                          | Зона «Европа» | Зона «Европа» | Зона «Европа» | Зона «Европа» | Зона «Европа» |
| М             | Команды                                | И             | В             | П             | С/П           | О             |
| ------------- | -------------------------------------- | ------------- | ------------- | ------------- | ------------- | ------------- |
| 1             | «Факел» (Новый Уренгой)                | 40            | 33            | 7             | 105:34        | 73            |
| 2             | «Протон» (Саратовская обл.)            | 40            | 33            | 7             | 104:43        | 73            |
| 3             | «Надежда» (Серпухов)                   | 40            | 31            | 9             | 98:46         | 71            |
| 4             | «Уфимочка» (Уфа)                       | 40            | 28            | 12            | 94:50         | 68            |
| 5             | «Северсталь» (Череповец)               | 40            | 20            | 20            | 80:71         | 60            |
| 6             | «Университет-Визит» (Пенза)            | 40            | 20            | 20            | 81:75         | 60            |
| 7             | «Обнинск» (Обнинск)                    | 40            | 21            | 19            | 73:81         | 59            |
| 8             | «Уралочка»-2-УрГЭУ (Свердловская обл.) | 40            | 14            | 26            | 64:83         | 52            |
| 9             | «Луч» (Москва)                         | 40            | 11            | 29            | 54:96         | 51            |
| 10            | «Импульс»-ВАЭС (Волгодонск)            | 40            | 8             | 32            | 37:103        | 46            |
| 11            | «Ладога» (Ленинградская обл.)          | 40            | 1             | 39            | 10:118        | 39            |

| Зона «Сибирь — Дальний Восток» | Зона «Сибирь — Дальний Восток» | Зона «Сибирь — Дальний Восток» | Зона «Сибирь — Дальний Восток» | Зона «Сибирь — Дальний Восток» | Зона «Сибирь — Дальний Восток» | Зона «Сибирь — Дальний Восток» |
| М                              | Команды                        | И                              | В                              | П                              | С/П                            | О                              |
| ------------------------------ | ------------------------------ | ------------------------------ | ------------------------------ | ------------------------------ | ------------------------------ | ------------------------------ |
| 1                              | «Хара Морин» (Улан-Удэ)        | 28                             | 23                             | 5                              | 76:26                          | 51                             |
| 2                              | «Тюмень»-ТюмГУ (Тюмень)        | 28                             | 22                             | 6                              | 69:27                          | 50                             |
| 3                              | «Локо-Ангара» (Иркутск)        | 28                             | 22                             | 6                              | 70:43                          | 50                             |
| 4                              | «Строитель» (Красноярск)       | 28                             | 12                             | 16                             | 49:52                          | 40                             |
| 5                              | «Аурум» (Хабаровск)            | 28                             | 12                             | 16                             | 44:58                          | 40                             |
| 6                              | «Юрмаш» (Юрга)                 | 28                             | 10                             | 18                             | 46:60                          | 38                             |
| 7                              | «Омичка»-2 (Омск)              | 28                             | 10                             | 18                             | 44:61                          | 38                             |
| 8                              | «Забайкалка» (Чита)            | 28                             | 1                              | 27                             | 11:82                          | 29                             |

Примечание. У «Обнинска», «Уралочки»-2-УрГЭУ, «Импульса»-ВАЭС и «Ладоги» по 2 неявки.
Итоги предварительного этапа высшей лиги "А":
- По две лучшие команды из обеих зон («Факел», «Протон», «Хара Морин» и «Тюмень»-ТюмГУ) вышли в 1-й финальный этап, где оспорили две путёвки в суперлигу сезона 2010—2011.
- Команды, занявшие в зоне «Европа» места с 3-го по 7-е, получили право на выступление в объединённой высшей лиге «А» сезона 2010—2011.
- Команды, занявшие 8-9 места в зоне «Европа» и 3-4 места в зоне «Сибирь — Дальний Восток» вышли во 2-й финальный этап, где оспорили две путёвки в высшую лигу «А» сезона 2010—2011.
- Команды, занявшие 10-11 места в зоне «Европа» и 5-8 места в зоне «Сибирь — Дальний Восток» выбывают в высшую лигу «Б».

### 2-й финальный этап
В двухтуровом турнире принимали участие по две лучшие команды, занявшие 8-9-е места в зоне «Европа» и 3-4-е места в зоне «Сибирь — Дальний Восток». 1 тур — 8-13 апреля 2010 (Москва), 2 тур — 23-25 апреля 2010 (Иркутск). Учитывались результаты игр команд-финалистов между собой на предварительном этапе.
| М | Команды                                 | И  | В | П | С/П   | О  |
| - | --------------------------------------- | -- | - | - | ----- | -- |
| 1 | «Локо-Ангара» (Иркутск)                 | 12 | 9 | 3 | 28:17 | 21 |
| 2 | «Луч» (Москва)                          | 12 | 6 | 6 | 22:21 | 18 |
| 3 | «Строитель» (Красноярск)                | 12 | 5 | 7 | 23:21 | 17 |
| 4 | «Уралочка»-2-УрГЭУ Свердловская область | 12 | 4 | 8 | 12:25 | 8  |

Примечание. «Уралочка»-2-УрГЭУ отказалась от участия во втором финальном этапе. В несостоявшихся матчах ей зачтены поражения без начисления очков.
По итогам 2-го финального этапа «Локо-Ангара» и «Луч» получили право на выступление в высшей лиге «А» в сезоне 2010—2011. «Строитель» примет участие в переходном турнире команд высших лиг «А» и «Б». «Уралочка»-2-УрГЭУ покидает высшую лигу «А».

### 1-й финальный этап
В двухтуровом турнире принимали участие по две лучшие команды от двух зон. 1 тур — 8-11 апреля 2010 (Новый Уренгой), 2 тур — 22-25 мая 2010 (Улан-Удэ). Учитывались результаты игр команд-финалистов между собой на предварительном этапе (выделены в таблице курсивом).
| М | Команда                      | 1               | 2               | 3               | 4               | И  | В  | П  | С/П   | О  |
| - | ---------------------------- | --------------- | --------------- | --------------- | --------------- | -- | -- | -- | ----- | -- |
| 1 | «Протон» Саратовская область |                 | 0:3 3:1 3:1 3:1 | 3:0 3:1 3:1 3:0 | 3:0 3:0 1:3 3:0 | 12 | 10 | 2  | 31:11 | 22 |
| 2 | «Факел» Новый Уренгой        | 3:0 1:3 1:3 1:3 |                 | 3:2 3:0 2:3 3:2 | 3:0 3:0 3:1 3:1 | 12 | 8  | 4  | 29:18 | 20 |
| 3 | «Хара Морин» Улан-Удэ        | 0:3 1:3 1:3 0:3 | 2:3 0:3 3:2 2:3 |                 | 3:1 3:0 1:3 3:0 | 12 | 4  | 8  | 19:27 | 16 |
| 4 | «Тюмень»-ТюмГУ Тюмень        | 0:3 0:3 3:1 0:3 | 0:3 0:3 1:3 1:3 | 1:3 0:3 3:1 0:3 |                 | 12 | 2  | 10 | 9:32  | 14 |

По итогам 1-го финального этапа «Протон» и «Факел» получили право на выступление в суперлиге в сезоне 2010—2011.
«Тюмень»-ТюмГУ в сезоне 2010—2011 примет участие в высшей лиге «А». «Хара Морин» отказался от выступления в высшей лиге «А» предстоящего сезона и переведён в высшую лигу «Б».

## Переходный турнир команд высших лиг «А» и «Б»
Соревнования проводились 4-6 мая 2010 в Воронеже. Участники: третья команда 2-го финального этапа высшей лиги «А» «Строитель» (Красноярск) и призёры высшей лиги «Б» — «Воронеж», «Спарта» (Нижний Новгород) и «Экран» (Санкт-Петербург).
| М | Команды                    | И | В | П | С/П | О |
| - | -------------------------- | - | - | - | --- | - |
| 1 | «Воронеж» (Воронеж)        | 3 | 2 | 1 | 6:3 | 5 |
| 2 | «Строитель» (Красноярск)   | 3 | 2 | 1 | 8:5 | 5 |
| 3 | «Спарта» (Нижний Новгород) | 3 | 2 | 1 | 6:6 | 5 |
| 4 | «Экран» Санкт-Петербург    | 3 | 0 | 3 | 3:9 | 3 |

По итогам переходного турнира «Воронеж» и «Строитель» получили право на выступление в высшей лиге «А» в сезоне 2010—2011.

## Высшая лига «Б»
Соревнования в высшей лиге «Б» проводились в двух зонах — «Европа» и «Сибирь — Дальний Восток». В зоне «Европа» соревнования проводились с 10 октября 2009 по 18 апреля 2010 по разъездному календарю в два круга спаренными матчами, в зоне «Сибирь — Дальний Восток» — с 17 октября 2009 по 25 апреля 2010 по туровой системе.
| Зона «Европа» | Зона «Европа»                     | Зона «Европа» | Зона «Европа» | Зона «Европа» | Зона «Европа» | Зона «Европа» |
| М             | Команды                           | И             | В             | П             | С/П           | О             |
| ------------- | --------------------------------- | ------------- | ------------- | ------------- | ------------- | ------------- |
| 1             | «Воронеж» (Воронеж)               | 24            | 20            | 4             | 67:21         | 44            |
| 2             | «Спарта» (Нижний Новгород)        | 24            | 20            | 4             | 64:29         | 44            |
| 3             | «Экран» (Санкт-Петербург)         | 24            | 14            | 10            | 49:42         | 38            |
| 4             | «Ярославна-ТМЗ» (Тутаев)          | 24            | 13            | 11            | 48:47         | 37            |
| 5             | «Ленинградка»-2 (Санкт-Петербург) | 24            | 9             | 15            | 34:54         | 33            |
| 6             | «Олимпия» (Шуя)                   | 24            | 6             | 18            | 31:57         | 30            |
| 7             | КСДЮШОР-«Динамо» (Краснодар)      | 24            | 2             | 22            | 23:66         | 26            |

| Зона «Сибирь - Дальний Восток» | Зона «Сибирь - Дальний Восток» | Зона «Сибирь - Дальний Восток» | Зона «Сибирь - Дальний Восток» | Зона «Сибирь - Дальний Восток» | Зона «Сибирь - Дальний Восток» | Зона «Сибирь - Дальний Восток» |
| М                              | Команды                        | И                              | В                              | П                              | С/П                            | О                              |
| ------------------------------ | ------------------------------ | ------------------------------ | ------------------------------ | ------------------------------ | ------------------------------ | ------------------------------ |
| 1                              | «Томичка-Юпитер» (Томск)       | 24                             | 16                             | 8                              | 56:36                          | 40                             |
| 2                              | «Строитель»-2 (Красноярск)     | 24                             | 15                             | 9                              | 48:43                          | 39                             |
| 3                              | НЦВСМ (Новосибирск)            | 24                             | 14                             | 10                             | 54:37                          | 38                             |
| 4                              | «Олимп» (Новосибирская обл.)   | 24                             | 13                             | 11                             | 44:45                          | 37                             |
| 5                              | «Юрмаш»-2 (Юрга)               | 24                             | 12                             | 12                             | 50:43                          | 36                             |
| 6                              | «Алтай» (Барнаул)              | 24                             | 10                             | 14                             | 29:61                          | 34                             |
| 7                              | «Старт-Саяны» (Зеленогорск)    | 24                             | 4                              | 20                             | 37:53                          | 28                             |

По итогам соревнований путёвки в переходный турнир высших лиг «А» и «Б» получили призёры зоны «Европа» — «Воронеж», «Спарта» и «Экран».

## Первая лига
Соревнования в первой лиге проводились среди команд европейского региона и состояли из двух этапов — предварительного и финального. На предварительном этапе соревнования проводились в трёх группах. В финальном этапе за 1-6 места принимали участие по две лучшие команды из групп, за 7-12 места — команды, занявшие в группах 3-4 места и за 13-16 места — худшие команды в группах.

### Предварительный этап
Соревнования проводились с 12 октября по 20 декабря 2009 по туровой системе (4 тура).
| Группа 1 | Группа 1                 | Группа 1 | Группа 1 | Группа 1 | Группа 1 | Группа 1 |
| М        | Команды                  | И        | В        | П        | С/П      | О        |
| -------- | ------------------------ | -------- | -------- | -------- | -------- | -------- |
| 1        | ЧЮК-ЮУПИ (Челябинск)     | 16       | 13       | 3        | 43:18    | 29       |
| 2        | «Волжаночка» (Волгоград) | 16       | 12       | 4        | 38:22    | 28       |
| 3        | «Саратов»-СГАУ (Саратов) | 16       | 8        | 8        | 30:28    | 24       |
| 4        | «Олимп» (Нефтекамск)     | 16       | 5        | 11       | 23:38    | 21       |
| 5        | «Экономист» (Казань)     | 16       | 2        | 14       | 15:43    | 18       |

| Группа 2 | Группа 2                            | Группа 2 | Группа 2 | Группа 2 | Группа 2 | Группа 2 |
| М        | Команды                             | И        | В        | П        | С/П      | О        |
| -------- | ----------------------------------- | -------- | -------- | -------- | -------- | -------- |
| 1        | ТГУ-«Тамбовчанка» (Тамбов)          | 20       | 19       | 1        | 59:12    | 39       |
| 2        | «Анапа» (Анапа)                     | 20       | 11       | 9        | 41:35    | 31       |
| 3        | «Воронеж»-2 (Воронеж)               | 20       | 10       | 10       | 38:40    | 30       |
| 4        | «Медик» (Курск)                     | 20       | 9        | 11       | 37:39    | 29       |
| 5        | «Альтернатива» (Белгород)           | 20       | 9        | 11       | 37:44    | 29       |
| 6        | «Университет-Технолог»-2 (Белгород) | 20       | 2        | 18       | 16:58    | 22       |

| Группа 3 | Группа 3                  | Группа 3 | Группа 3 | Группа 3 | Группа 3 | Группа 3 |
| М        | Команды                   | И        | В        | П        | С/П      | О        |
| -------- | ------------------------- | -------- | -------- | -------- | -------- | -------- |
| 1        | «Рязань» (Рязань)         | 16       | 12       | 4        | 42:13    | 28       |
| 2        | «Брянск» (Брянск)         | 16       | 10       | 6        | 33:28    | 26       |
| 3        | СДЮШОР-65 «Ника» (Москва) | 16       | 9        | 7        | 29:27    | 25       |
| 4        | «Луч»-ШВСМ Москва         | 16       | 7        | 9        | 27:32    | 23       |
| 5        | «Смолянска» Смоленск      | 16       | 2        | 14       | 13:44    | 18       |

### Финальный этап
Соревнования проводились с 3 февраля по 25 апреля 2010 по туровой системе (4 тура). Учитывались результаты встреч команд-финалистов между собой на предварительном этапе.
| за 1-6 места | за 1-6 места               | за 1-6 места | за 1-6 места | за 1-6 места | за 1-6 места | за 1-6 места |
| М            | Команды                    | И            | В            | П            | С/П          | О            |
| ------------ | -------------------------- | ------------ | ------------ | ------------ | ------------ | ------------ |
| 1            | ЧЮК-ЮУПИ (Челябинск)       | 20           | 16           | 4            | 51:20        | 36           |
| 2            | ТГУ-«Тамбовчанка» (Тамбов) | 20           | 12           | 8            | 46:33        | 32           |
| 3            | «Волжаночка» (Волгоград)   | 20           | 12           | 8            | 45:36        | 32           |
| 4            | «Брянск» (Брянск)          | 20           | 9            | 11           | 33:41        | 29           |
| 5            | «Рязань» (Рязань)          | 20           | 9            | 11           | 34:39        | 25           |
| 6            | «Анапа» (Анапа)            | 20           | 2            | 18           | 15:55        | 22           |

| за 7-12 места | за 7-12 места             | за 7-12 места | за 7-12 места | за 7-12 места | за 7-12 места | за 7-12 места |
| М             | Команды                   | И             | В             | П             | С/П           | О             |
| ------------- | ------------------------- | ------------- | ------------- | ------------- | ------------- | ------------- |
| 7             | «Саратов»-СГАУ (Саратов)  | 20            | 15            | 5             | 53:28         | 35            |
| 8             | «Луч»-ШВСМ (Москва)       | 20            | 12            | 8             | 44:32         | 32            |
| 9             | «Воронеж»-2 (Воронеж)     | 20            | 11            | 9             | 40:37         | 31            |
| 10            | СДЮШОР-65 «Ника» (Москва) | 20            | 11            | 9             | 39:37         | 31            |
| 11            | «Медик» (Курск)           | 20            | 6             | 14            | 25:46         | 26            |
| 12            | «Олимп» (Нефтекамск)      | 20            | 5             | 15            | 27:49         | 25            |

Примечание. У «Рязани» 4 неявки.
| за 13-16 места | за 13-16 места                      | за 13-16 места | за 13-16 места | за 13-16 места | за 13-16 места | за 13-16 места |
| М              | Команды                             | И              | В              | П              | С/П            | О              |
| -------------- | ----------------------------------- | -------------- | -------------- | -------------- | -------------- | -------------- |
| 13             | «Смолянка» (Смоленск)               | 12             | 11             | 1              | 35:9           | 23             |
| 14             | «Альтернатива» (Белгород)           | 12             | 7              | 5              | 26:20          | 18             |
| 15             | «Экономист» (Казань)                | 12             | 6              | 6              | 22:23          | 18             |
| 16             | «Университет-Технолог»-2 (Белгород) | 12             | 0              | 12             | 5:36           | 12             |

Примечание. У «Альтернативы» одна неявка.
По итогам соревнований право на переход в высшую лигу «Б» зона «Европа» (сезон 2010—2011) получили ЧЮК-ЮУПИ, ТГУ-«Тамбовчанка» и «Волжаночка».